# Beerware
Beerware — лицензия программного обеспечения, выпущенного под очень нестрогой лицензией. Является вариантом Donationware. Лицензия предоставляет конечному пользователю право использовать определённую программу (или делать что-либо ещё с исходным кодом).

## Описание
По условиям лицензии, если пользователь продукта встретится с автором и сочтет программное обеспечение полезным, он может либо купить автору пиво, либо выпить его самому в честь автора. Проект Fedora и проект Humanitarian-FOSS в Тринити-колледже признали вариант лицензии «версия 42» чрезвычайно разрешительной лицензией типа «copyright only» и считают её совместимой с GPL. на 2016 год Фонд свободного программного обеспечения не упоминает эту лицензию явно, но в его списке лицензий есть запись для неофициальных лицензий, которые указаны как свободные и совместимые с GPL. Однако FSF рекомендует использовать более подробные лицензии, а не неофициальные.
Было создано множество вариаций модели «пивной лицензии». Лицензия Пола-Хеннинга Кампа проста и кратка, в отличие от GPL, которую он назвал «шуткой». Полный текст лицензии Кампа:

```
/*
 * ----------------------------------------------------------------------------
 * "THE BEER-WARE LICENSE" (Revision 42):
 * <phk@FreeBSD.ORG> wrote this file.  As long as you retain this notice you
 * can do whatever you want with this stuff. If we meet some day, and you think
 * this stuff is worth it, you can buy me a beer in return.   Poul-Henning Kamp
 * ----------------------------------------------------------------------------
 */
```

Термин ввёл Джон Бристор 25 апреля 1987, и первые программы, распространяемые по модели Beerware, появились на BBS в 1987 и 1988 годах. С тех пор появилось довольно много вариантов лицензии Beerware. Одна из разновидностей — muffinware (вместо пива автор просит денег на маффин).